# Szalatnya
Szalatnya (szlovákul Slatina) község  Szlovákiában, a Nyitrai kerületben, a Lévai járásban.

## Fekvése
Ipolyságtól 11 km-re északnyugatra, a Selmec patak mellett.

## Története
1245-ben "Zalatna" alakban említik először. A Kacsics nembeli Szalatnyai család ősi birtoka, akik a 16. századig voltak birtokosok a településen. A Szalatnyai nevet először a Kacsics nembeli Lesták fia Miklós használja 1271-ben. A falu 1285-ben Drégely várának uradalmához tartozik.
1567-ben Píry családbeliek Hont vármegyében lévő szalatnyai kúriájukat és szőlőjüket 30 forintért "örökösen bevallják" Csuty Gáspárnak. A 16. századtól a csábrági váruradalom részeként a Koháry család birtoka. 1558-ban 8 ház állt a faluban. 1602-ben elpusztította a török. 1715-ben malma és 18 háza állt. 1720-ban 20 volt a jobbágytelkek száma. 1828-ban 59 házában 355 lakos élt, akik mezőgazdasággal, szőlőtermesztéssel, állattartással foglalkoztak.
A szalatnyai gyógyvíz a 18. században tette országos hírűvé a községet, mely ekkor már több Magyarországról szóló leírásban is szerepel. Savanyúvizét, mely az emésztőrendszerre és a légutakra volt kedvező hatással, a 19. század elején már Budapestre is szállították. 1830-ban például tízezer üveggel is palackoztak belőle. Fürdőjét 1804-ben birtokosa, gróf Koháry Ferenc építtette, aki emeletes vendégfogadót, fürdőházat és más épületeket emeltetett, körülötte szép parkot alakított ki, ahol még egy táncterem is várta a vendégeket.  A fürdőt a faluval diófasor kötötte össze. A fürdőben élénk társadalmi élet folyt, ahol a magyar társadalmi élet több neves személyisége, mint például 1846-ban  Petőfi Sándor és Jókai Mór is megfordult. Később a fürdő elveszítette korábbi jelentőségét és inkább helyi jelentőségűvé vált.
Vályi András szerint "SZALATNA. Szalatina. Magyar falu hont Várm. földes Ura Gr. Koháry Uraság; lakosai katolikusok, és másfélék, fekszik Egeknek szomszédságában, mellynek filiája; határja középszerű, borai jók, legelője, fája elég van."
Fényes Elek szerint "Szalatnya (Szlatina), magyar falu, Honth vmegyében, Ipoly-Sághoz északra 1 1/4 mfd., egy felette kies vidéken, 288 kath. lak. Határa fekete agyag, s mindent bőven terem; bora, gyümölcse sok. Hires savanyu vizéről értekeztünk fentebb a vármegye leirásánál. F. u. h. Coburg."
Hont vármegye monográfiája szerint "Szalatnya, magyar kisközség, 85 házzal és 491 róm. kath. vallású lakossal; vasúti és táviró-állomása Egerszalatnyán, postája Felsőszemeréden van. A község első okleveles szereplésére 1262-ban akadunk. 1285-ben Huntfi Demeter drégelyi várának tartozéka volt. Más oklevél szerint, ugyancsak a XIII. század első végén, Bodor comes a sági konvent előtt Lüvő István nevű rokonára hagyja e birtokát, melyet IV. László királytól kapott. 1299-ben Zalathna alakban emlékezik meg róla egy oklevél. E helységtől vette nevét a Szalatnyai család. Szalatnyai Benedek bajvívó özvegyének kérelmére, 1326-ban megjárták a falu határait. A családot a következő században is birtokban találjuk itt, miről egy 1413. évi oklevél emlékezik meg. 1504-ben Szalatnyai Jánosnak volt itt része. A későbbi századok során a Koháry család szerezte meg a birtokot; az egyik Koháry, a kanczellár-herczeg Ferencz, a mult század elején előkelő fürdőhelylyé akarta a falut alakítani és híres ásványvízforrása közelében díszes fürdőházat és emeletes fogadót építtetett. A szalatnyai forrás csakhamar ismertté lett és a fürdőhely rövidesen föllendült. A forrás vizét újabban kereskedelmi czikként kezelik és ezidőszerint birtokosa, Dirner, újabb lendületet adott a víz kelendőségének. Szalatnyát, mely a mult század elején volt fejlettsége tetőpontján, a mikor egyideig a vármegye is itt tartotta a közgyűléseit, a Koháry-családtól a herczeg Koháry-Coburg örökölték, a kik jelenleg is birtokosok itt. Határához tartoznak a Kisakol puszta és a Savanyúvizkút tanya."
A trianoni békeszerződésig Hont vármegye Ipolysági járásához tartozott. 1938 és 1945 között újra Magyarország része volt. 1944-ben a németek 56 roma származású lakost végeztek ki a községben, akiket azzal vádoltak, hogy itteni raktárukból ruhákat loptak.

## Népessége
| Év:            | 1994. | 2004.    | 2014.   | 2024.   |
| -------------- | ----- | -------- | ------- | ------- |
| Emberek száma: | 312   | 359      | 335     | 329     |
| Eltérés:       |       | +15,06 % | -6,68 % | -1,79 % |

| Év:            | 2023. | 2024.   |
| -------------- | ----- | ------- |
| Emberek száma: | 324   | 329     |
| Eltérés:       |       | +1,54 % |

1880-ban 375 lakosából 341 magyar és 23 szlovák anyanyelvű volt.
1890-ben 406 lakosából 366 magyar és 40 szlovák anyanyelvű volt.
1900-ban 491 lakosából 478 magyar és 13 szlovák anyanyelvű volt.
1910-ben 463 lakosából 458 magyar, 4 szlovák és 1 német anyanyelvű volt.
1921-ben 464 lakosából 397 magyar és 57 csehszlovák volt.
1930-ban 493 lakosából 350 magyar és 108 csehszlovák volt.
1941-ben 507 lakosából 499 magyar és 8 szlovák volt.
1970-ben 468 lakosából 349 magyar és 116 szlovák volt.
1980-ban 401 lakosából 308 magyar és 92 szlovák volt.
1991-ben 308 lakosából 233 magyar és 74 szlovák volt.
2001-ben 348 lakosából 195 magyar és 107 szlovák volt.
2011-ben 353 lakosából 159 magyar és 186 szlovák volt.
2021-ben 312 lakosából 108 (+10) magyar, 179 (+10) szlovák, (+2) cigány, 1 (+2) egyéb és 24 ismeretlen nemzetiségű volt.

## Neves személyek
- Itt született 1902. július 31-én Antal Lajos orvos, belgyógyász, orvosi szakíró.[8]
- Itt született Gyönyör József (1920-2003) politológus, közíró, jogász és jogtörténész.

## Nevezetességei

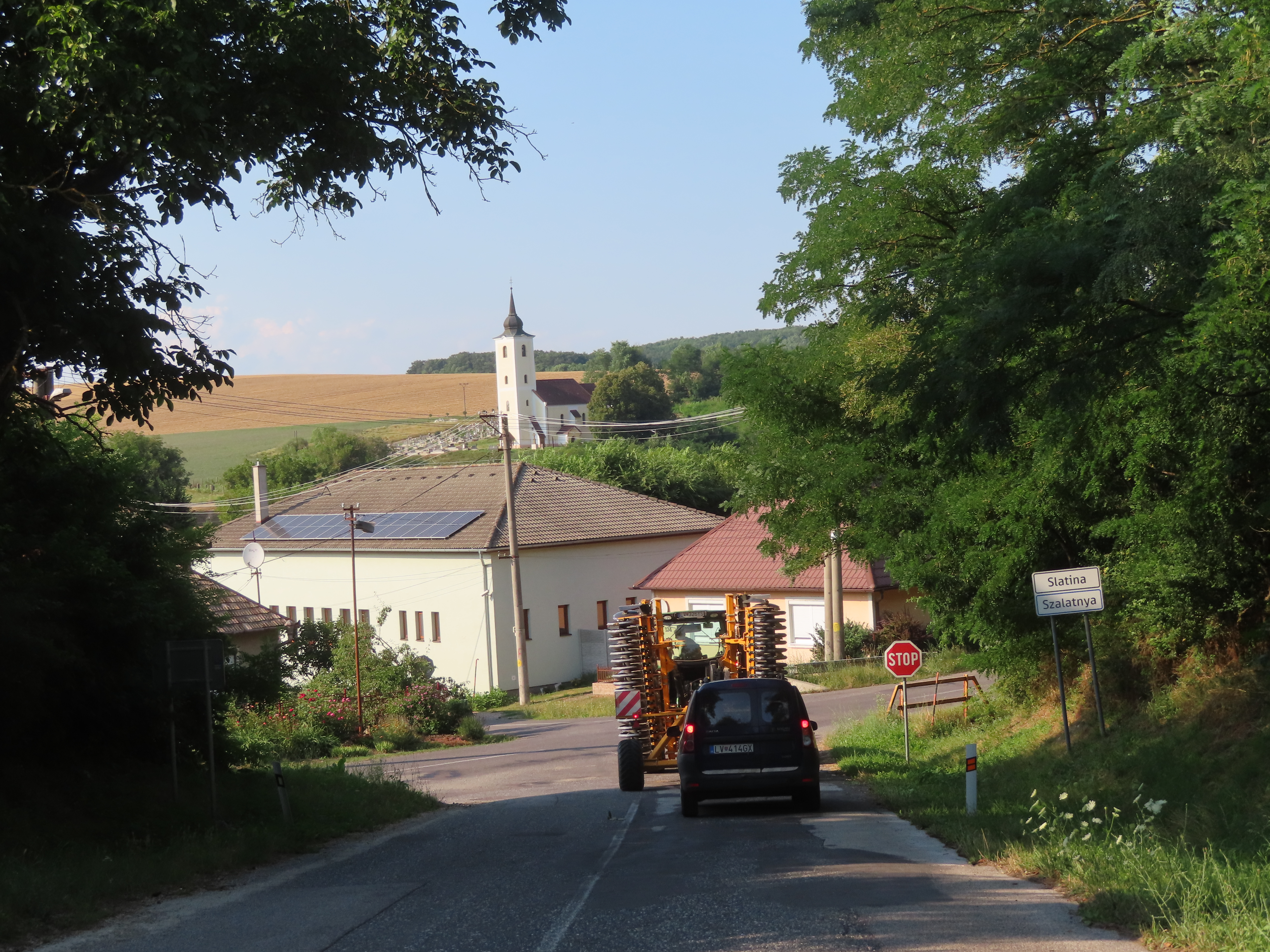
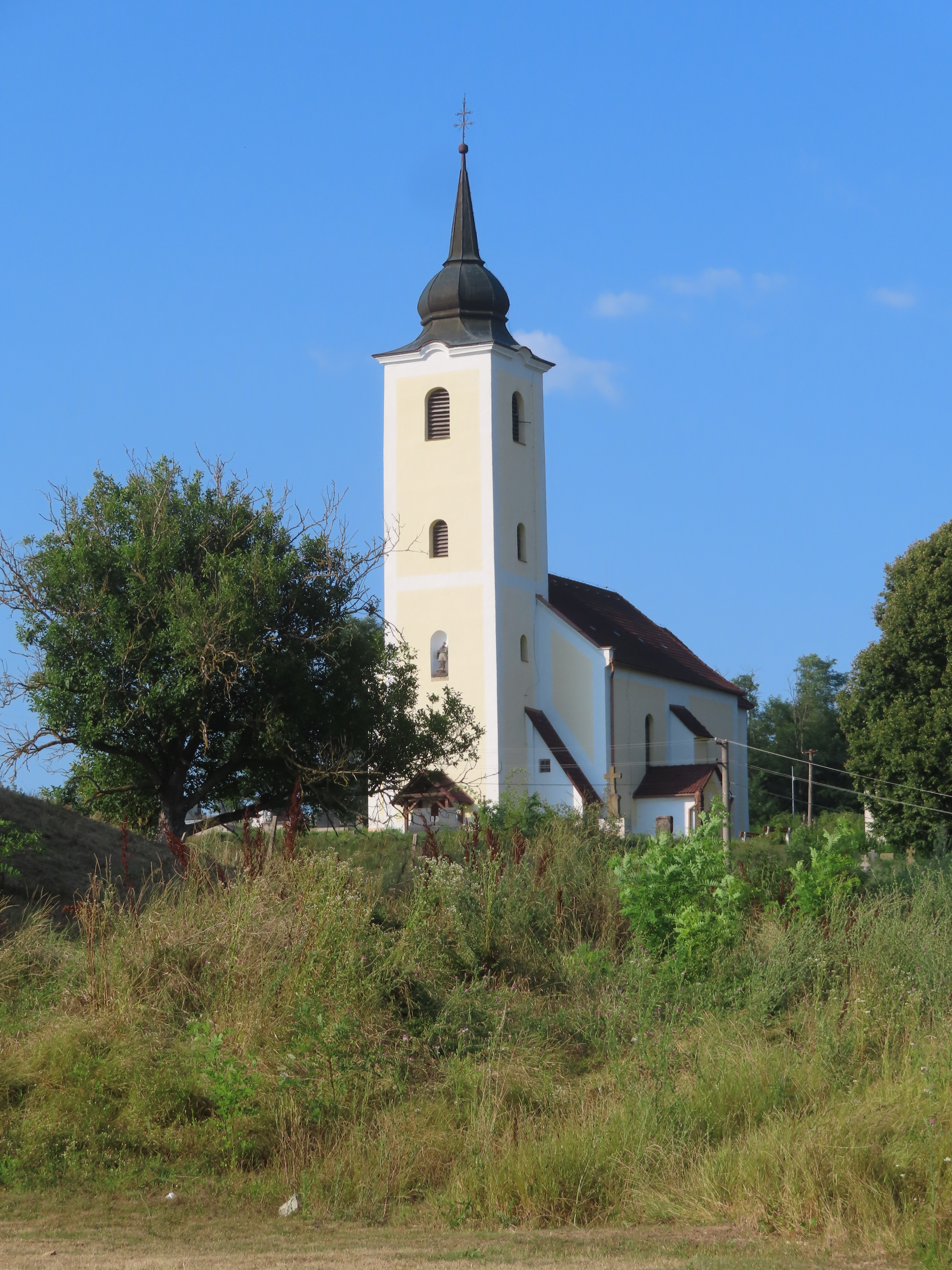
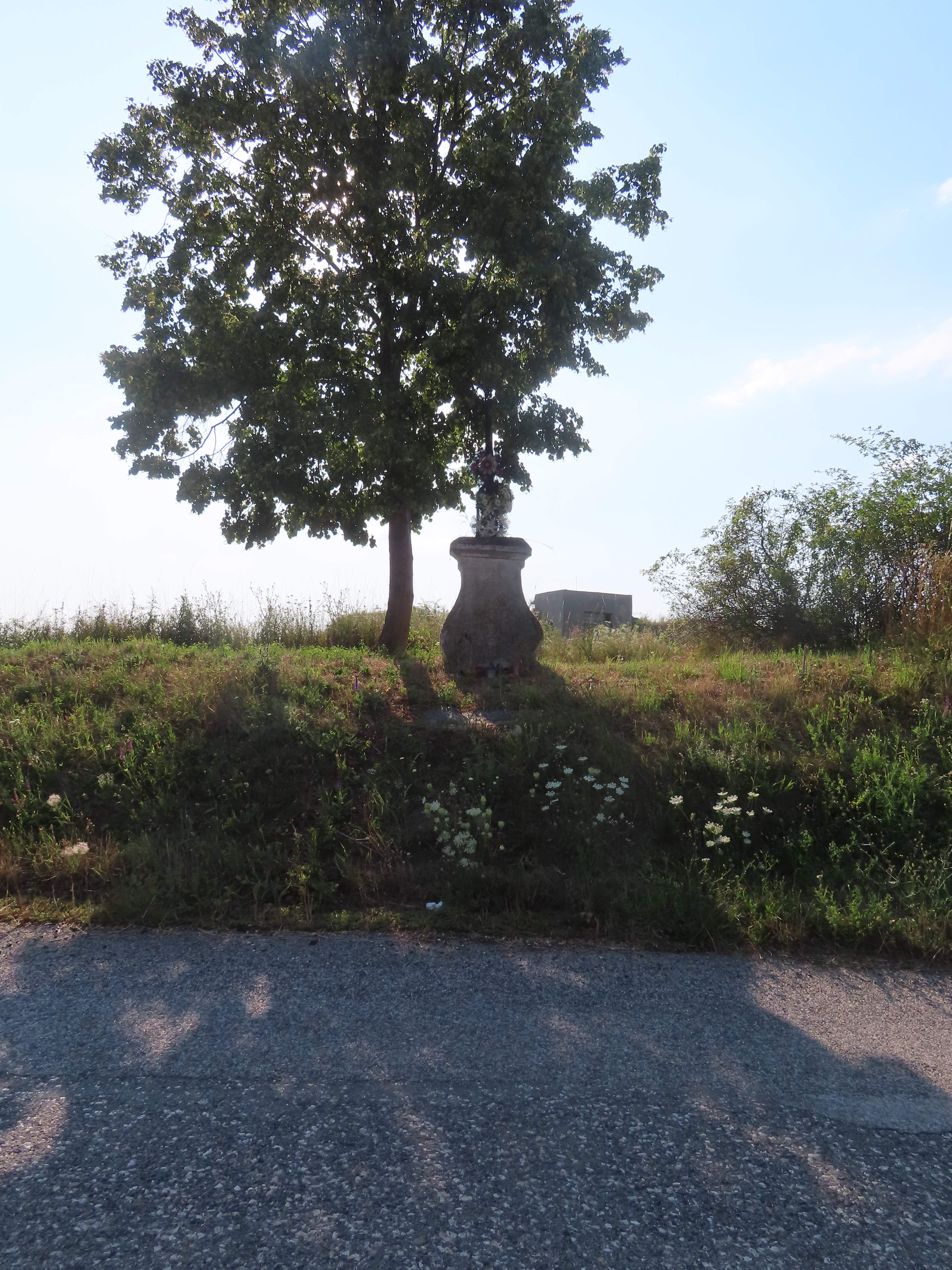
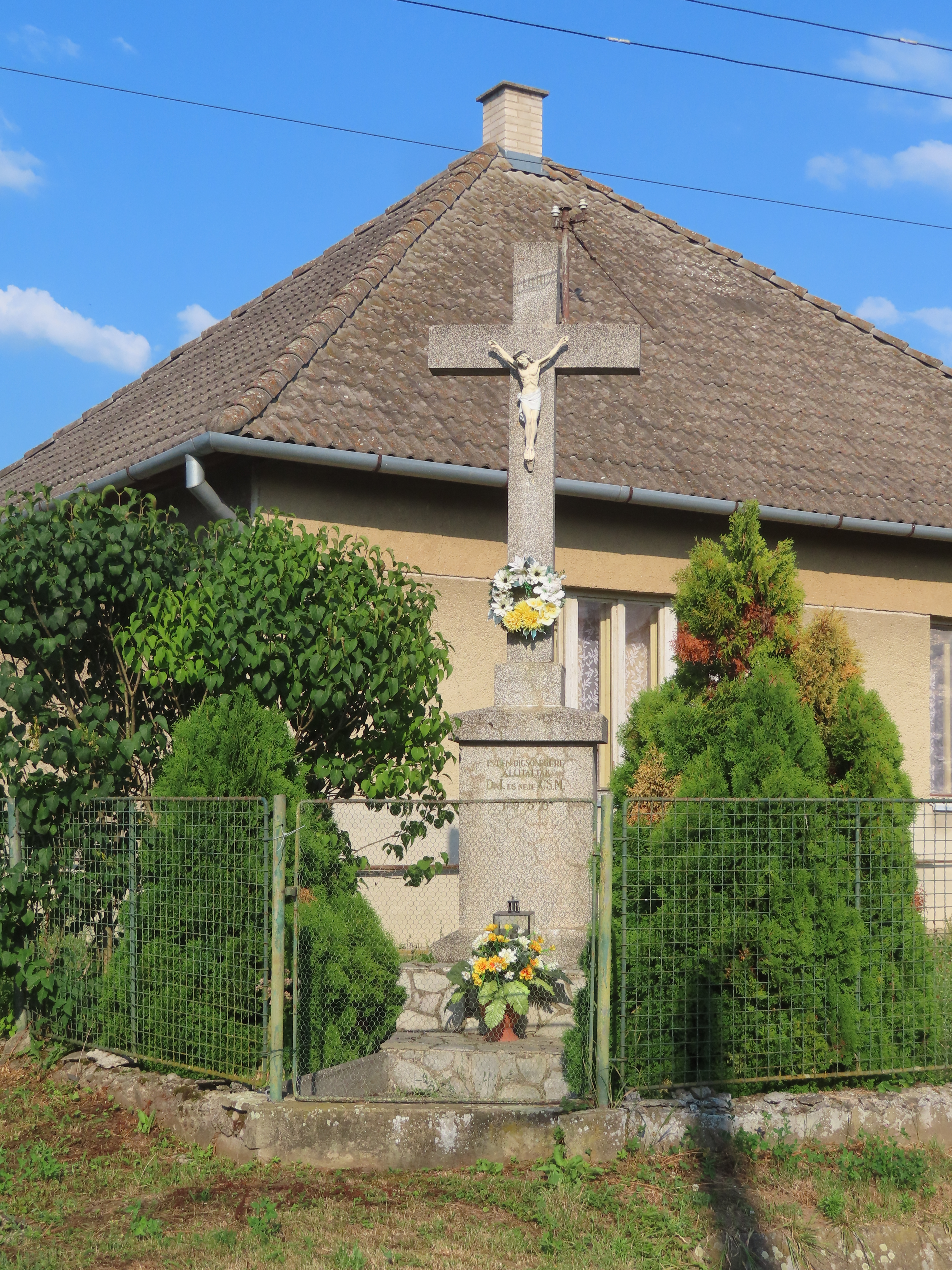

- Nepomuki Szent János tiszteletére szentelt, római katolikus temploma a 18. század első felében épült barokk stílusban. Főoltára 17. századi barokk műalkotás.
- A település főként ásványvizéről nevezetes.

## Külső hivatkozások
- Községinfó
- Szalatnya Szlovákia térképén[halott link]
- E-obce.sk
- A Szabad Újság cikke a községről